# آخیم هولریث
آخیم هولریث (انگلیسی: Achim Hollerieth؛ زادهٔ ۲۴ سپتامبر ۱۹۷۳) بازیکن فوتبال اهل آلمان است.
از باشگاه‌هایی که در آن بازی کرده است می‌توان به باشگاه فوتبال اشتوتگارت، باشگاه فوتبال اوردینگن ۰۵، و باشگاه فوتبال سن پائولی اشاره کرد.